# Modelo Sertel-Dow de Empresas Autogestionadas
El modelo Sertel-Dow (SD) de Empresas Autogestionadas incorpora los mecanismos del mercado de membresía a los modelos que explican el funcionamiento de las empresas autogestionadas. Fue elaborado por el economista turco Murat Rauf Sertel, proporcionando el primer análisis estático de los mercados de membresía, y por el economista canadiense Gregory Dow, quien amplió el análisis de los mercados de membresía a un entorno dinámico donde los trabajadores invierten colectivamente en activos físicos.
En particular, este modelo recoge las críticas al Modelo de Ward-Domar-Vanek inicialmente formulado por Michael Ward en 1958, posteriormente por Evsey Domar en 1966 y finalmente por Jaroslav Vaněk en 1970, que plantea un enfoque comparativo entre las empresas autogestionadas y las empresas capitalistas a través de sus funciones objetivo. Según el modelo WDV, ante un aumento del output la empresa autogestionada decidirá reducir el nivel de empleo L, lo que Ward llamó el comportamiento perverso de las empresas autogestionadas en el corto plazo. Según Ward, estas empresas toman decisiones ineficientes en torno al nivel de empleo, lo que explica la escasez de empresas autogestionadas en la economía. En contraste, el modelo SD incorpora un mecanismo justo de selección de miembros y deriva en conclusiones distintas al modelo WDV.

## Supuestos
- Existencia de un mercado de membresía competitivo en el que se negocian los derechos de participación.
- Cualquier cambio en la membresía es acordado y voluntario, a través de un mecanismo donde las firmas venden nuevas membresías cuando se expanden y compran las membresías existentes cuando se contraen.
- Los derechos de control ex ante están en manos de un grupo bien definido de trabajadores-propietarios (insiders) que expanden o contraen la empresa.

## Formulación del modelo
𝐿0 es el grupo inicial de trabajadores-miembros (insiders) que pueden elegir la cantidad de empleo L.

Excedente laboral o dividendo que recibe cada trabajador:
𝑑(𝐿,𝐾) = [𝑝𝑓(𝐿,𝐾) − 𝑟𝐾]𝐿 (1)

Para entrar a la empresa, cada outsider estará dispuesto a pagar:
𝑣(𝐿,𝐾) = 𝑑(𝐿,𝐾) − 𝑤 (2)
Siendo w el salario que reciben quienes trabajan en otro mercado

El ingreso de cada insider será:
x(𝐿,𝐾) = 𝑑(𝐿,𝐾) + 𝑣(𝐿,𝐾)(𝐿−𝐿0)/𝐿0 (3)
Corresponde a los dividendos por trabajar en la empresa más los ingresos que obtendría por la venta de acciones, el cual se repartirá entre todos los trabajadores que ya estaban en la empresa.

La condición de equilibrio del mercado de membresía es v(L,K) = d(L,K) - w. Se puede demostrar que:
x(𝐿,𝐾) = 𝜋(𝐿,𝐾)/𝐿0 + 𝑤 (4) siendo 𝜋(𝐿,𝐾) = 𝑝𝑓(𝐿,𝐾) – 𝑤𝐿 − 𝑟𝐾

En el corto plazo K esta dado, los precios (p,w,r) son parámetros, y L0 refleja una asignación inicial exógena de derechos de membresía. Por lo tanto, la única variable de elección es L y la maximización del ingreso de los trabajadores x(L,K) es equivalente a la maximización de beneficios π(L,K). Entonces, el comportamiento de una empresa SD será el mismo que el de una firma maximizadora de beneficios.

De (2) se deduce que el valor de mercado de todas las acciones de membresía es V(L,K) ≡ v(L,K)L = π(L,K). Por lo tanto, la maximización de beneficios de la empresa es equivalente a la maximización del valor de sus cuotas de membresía o acciones. A nivel individual, los trabajadores consideran el precio de las acciones como un parámetro, sin embargo, desde el punto de vista de la empresa en su conjunto, el valor de la acción se ajusta de acuerdo al plan de producción de la empresa, tal como lo hace el beneficio.

En el modelo Sertel-Dow, la incorporación de un mercado de membresía garantiza a la firma que los outsiders no obtengan ningún excedente cuando se unan a la firma. El excedente de la empresa se destina a los insiders, y cada uno se apropia de una fracción del total dada exógenamente. Por este motivo, cada insider va a querer maximizar el excedente total.

La misma lógica se aplica cuando algunos miembros dejan la empresa. Todas los insiders apoyan la maximización de ganancias, sin importar si se quedan o se van de la empresa, ya que los miembros que se van serán compensados en su totalidad por la venta de sus derechos de membresía por un valor de v(L,K).

## Ampliación del modelo SD
El modelo SD de Economía Gestionada por sus trabajadores, amplía la versión inicial para una única firma, describiendo una economía con muchas empresas y trabajadores y con un solo consumidor. Los equilibrios resultantes del modelo SD llevan a la maximización de los beneficios de todas las empresas y la asignación de recursos se corresponde con la de una economía walrasiana.